# Археолошки локалитет Кличањ у Крајковићима
Археолошки локалитет Кличањ у Крајковићима је национални споменик Републике Српске, Босна и Херцеговина. Споменикт чине остаци праисторијског насеља, остаци цркве, некропола са осамдесет стећака и покретно културно наслеђе пронађено на археолошком локалитету које се дснас налази у Завичајном музеју Требиње. Културно наслеђе пронађено на археолошком локалитету је пописано у инвентарним књигама  Музеја.

## Пуни назив локалитета
Пуни назив националног споменика како је то наведено у Службеном гласнику БиХброј 35/06.је; Археолошки локалитет - остаци насеља из праисторијског периода, некропола са стећцима и остаци цркве из средњовековног периода Кличањ у Крајковићима

## Положај
Археолошки локалитет Кличањ  се налази на благом узвишење у непосредној близини села Крајковићи, 20 км југозападно од Требиња, на локацији означеној као к.ч. број 728, уписан у зк. уложак број 499, к.о. Куртовићи, Општина Требиње, Република Српска, Босна и Херцеговина.
Локалитет Кличањ је на источној падини, уз савремено православно гробље, на погодном и доминантном месту, недалеко од извора воде Брестице, што је од давнина представљало важне предуслове за настанак и континуитет овог насеља.

## Заштита
На национални споменик Кличањ у Крајковићима заштићен је кмао културно добро у складу са Законом о спровођењу одлука Комисије за заштиту националних споменика, установљене у складу са Анексом 8 Општег оквирног споразума за мир у Босни и Херцеговини.

## Археолошка истраживања
Године 1964. Завичајни музеј Требиње под руководством Вукосава Атанацковић-Салчић, археолог за заштиту споменика културе Мостар,и уз сарадњу са Љубинком Којић, директором и кустосом Завичајног музеја Требиње, извршио је заштитно сондажно истраживање, у току кога је ископано и истражено пет сонди.
Године 1975. Завичајни музеј Требиње је извршио прикупљање керамичког материјала који је откривен копањем породичне гробнице на Кличњу, у активном гробљу села Крајковићи. Сви покретни археолошки материјал  су смештени у просторије Завичајног музеја Требиње.
Следеће ископавање обавио је 1976. године  Завичајни музеј Требиње под руководством кустоса Ђ. Одавића.
Археолошка истраживања су потврдила постојање праисторијског насеља градинског типа на локалитету Кличањ. Југоисточно од Кличња, на узвишењу Градина,  налази се праисторијско утврђење са видљивим остацима дебелог сувозидног бедема и керамике.

## Историја
Крајковићи су припадали средњовековној жупи Попово. Поповска жупа је била конститутивни део Хума све до почетка 13. века, када је дошло до његовог распада. Попово, заједно са Приморјем и Жабом, било је у непосредном поседу кнеза Андрије и његових потомака (Богдана, Твртка, Богдана, Твртка, Николе).
Када Андријићи губе Приморје, оно доспева у посед Дубровника, али као барони босанског краљевства и даље задржавају жапску и поповску жупу све до пропасти босанске државе. Николићи Андријићи су били трајни феудални господари Попова током пуна три века. Власт Николића није стално имала једнак статус. Некада су били непосредни вазали босанског краља, али чешће су били вазали Санковића и Косача.
Од 1430-их. до коначне пропасти Санковића (1404. године) власт Николића у Попову се готово и не осећа. Хумски могориш се исплаћује Ђедићима, Санковићима и босанском краљу. Поповски жупани тога доба (Чихорићи-Друговићи) били су вазали Санковића.
У 15. веку Николићи, након дуготрајног отпора, постају вазали Косача, али њихова стварна власт и право на хумски могориш и даље траје.
Црква и некропола са стећцима Кличањ могу оквирно да се датирају у другу половину 14. века, 15. века и почетак 16. века.

## Опис добра
Археолошко подручје обухвата остатке из:
- праисторијског периода
- средњовековног периода

#### Остаци из праисторијског периода
Археолошким ископавањима је утврђено постојање праисторијског градинског насеља у источном делу археолошког подручја. Пронађено је мало фрагмената керамике, кућног  и културног слоја дебљине 20 цм из бронзаног или гвозденог доба.
Већина фрагмената на овом локалитету припада добро печеним великим посудама грубе фактуре и лошије израде. Углавном су свиетлоцрвене боје са извесним глачањем са спољне и унутрашње стране. На већем броју примјрака види се рад од слабије глине са примесом крупнијег песка. Осим грубљих, пронађене су и мање количине финијих фрагмената.

##### Остаци из праисторијског периода
У северном делу савременог православног гробља, ограђеног каменом оградом, налазе се остаци цркве и некропола са стећцима. Сачувана висина зидова цркве износи 0,80 м. Унутрашње димензије износе 4,00 x 2,65 м. Врата, широка 0, 70 м, налазила су се на западној страни.
Црква је зидана је од неклесаног камена, без малтера. Није имала апсиду, а у унутрашњости цркве, у југоисточном углу, на удаљености 15 цм од источног зида, приликом ископавања је пронађен камени стуб (0,70 x 0, 40 x 0,25 м) са обореном часном трпезом. У супротном углу цркве претпоставља се да је постојао још један такав стуб, и да је часна трпеза (димензија 0,75 x 0,40 x 0,25 м) стајала наслоњена на источни зид цркве и два стуба  (Љ. Спаравало, 1979, 123).
Око цркве се простире некропола са 80 стећака, од чега је педесет плоча и тридесет сандука. Обрада је различита, а већи број примерака је добро обрађен.  Стећци у оријентисани у смеру запад-исток и сврстани у низове.  Пет примерака је украшено.
Стећак бр.1 је велика украшена плоча, димензија 240 x145 x 25 цм, која се налази се пред улазом у цркву.  Почетком 20. века под плочом  је установљена гробница са осам скелета. На водоравној страни су приказани мач (дуг 130 цм) и буздован (дуг 67 цм).
Стећак бр. 2 је високи сандук димензија 185 x 150 x 80 ц), који је померен и наслоњен на стећак на северној страни. На западном углу је оштећен и напукнут. Украшен је са три стране. Преко усправних страна пружа се фриз од пластичне повијене линије са тролистовима. На западној чеоној страни је стилизован крст. Кракови крста су представљени као троструке траке од којих је средња тордирана. Кракови се завршавају у форми љиљана изузев доњег који се проширује у постоље.
На источној чеоној страни, уоквирен врпцом у виду увијеног ужета, налази се приказ правоугаоног штита са мачем. На јужној страни у истом оквиру приказане су сцена кола и лова. Коло је женско: осам жена у дугим хаљинама држи се за руке и игра у колу. Прва жена се подбочила десном, а последња левом руком. Испод кола је приказан лов. Ловац на коњу са испруженом десном руком држи положено копље. Лијева рука му је спуштена према дршци мача. Испред њега бјеже срна и јелен према пешаку који их чека са луком и стриелом у левој руци. Коњаник и пешак имају шиљате капе.
Стећак бр. 3 је сандук димензија 205 x 125 x 35 цм  који се налази у југозападном делу некрополе. На водоравној страни, у сва четири угла, уклесан је по један мали круг и у њему крст.
Стећак бр. 4 је сандук  димензија 223 x 97 x 35 цм, који се налази неколико метара северно од цркве.  На водоравној страни стећка, у бордури од увијеног ужета, рељефно је исклесан кружни венац, такође у виду увијеног ужета. На месту где се венац прекида је испупчење на коме је приказан равнокраки крст. Унутар венца је рељефни полумесец.
Стећак бр. 5 је сандук димензије 240 x 150 x 30 цм добро обрађен. На водоравној страни је украсни мотив сличан мотиву на стећку бр. 4. Исклесан је венац са полумесецом у средини. На венцу је троугао  на коме стоји крст. Доњи крак крста је нешто дужи од осталих.

### Стање заштите
Несумњиво је да монотеистичке религије заговарају поштивање другог и другачијег, и указују на чињеницу да се верници требају према старим гробним местима и надгробним споменицима односити са знаком поштовања и одавања почасти, због нераскидиве везе између живих и мртвих. Међутим, у савременом добу, у недостатку довољног броја гробних места за новије укопе, појављује се тенденција ширења активних гробаља (католичких, православних и муслиманских), тако да се све мање пажње поклања очувању стећака, што је још један од проблема у настојању стручних особа да се ти споменици адекватно сачувају и заштите.
То је случај и са стањем заштите стећка на некрополи са стећцима, археолошког локалитет Кличањ у Крајковићима. 